# Аді-Теклезан (район)
Аді-Теклезан — район зоби (провінції) Ансеба, що в Еритреї. Столиця — місто Аді-Теклезан.